# 日本育馬場盃雌馬經典賽
日本育馬場盃雌馬賽（日语：ジャパンブリーディングファームズカップレディスクラシック），簡稱JBC雌馬經典賽（日语：JBCレディスクラシック），是日本育馬場盃執行委員會在日本各大競馬場舉辦供3歲及以上雌馬競逐的的日本一級賽（JpnI），為下半年泥地雌馬重點賽事。

## 概述
2001年日本參照美國育馬者盃的形式設立「日本育馬場盃」，旨在舉辦不同途程及條件限制的賽事供不同賽駒參與，因而於當時設立了「日本育馬場盃經典賽」及「日本育馬場盃短途賽」。而本賽事則於2011年創立，為體制內的雌馬類別。由於本賽事為參照育馬者盃的形式創辦，因而亦沿襲了育馬者盃系列賽事每年於不同馬場舉辦的傳統。
根據日本賽馬的規章制度，新設設立的泥地賽事於首兩年不會獲得全國性質的分級，因而於2011年其以級別為南關東SII，2012年則為重賞級別。於2013年，其正式升格為日本一級賽（JpnI）。

### 出賽條件
參賽資格：3歲或以上純種雌馬，參賽馬匹之父系於當年必須為日本育馬者協會名冊上的已登記種馬（最大出賽馬匹數量：16匹）
- JRA所屬馬（參賽名額為滿閘的約1/3）
- 地方所屬馬（參賽名額為扣取JRA所屬馬後的數量）

負磅：分齡負磅（3歲53公斤，4歲及以上55公斤，3歲南半球產馬受讓1公斤）

#### 優先出賽權
- 獲最高評分的2匹地方競馬所屬於馬

- 於下表任何一場賽事中跑獲特定名次的JRA所屬馬及地方競馬所屬馬

| 賽事名稱 | 級別  | 馬場       | 途程      | 特定名次 |
| -------- | ----- | ---------- | --------- | -------- |
| 雌馬預賽 | JpnII | 大井競馬場 | 泥地1800m | 首名     |

除此之外，獲最高評分的2匹地方競馬所屬於馬可優先出賽。

#### JBC指定賽事
地方競馬所屬馬於下表任何一項跑獲跑獲特定名次後，雖然不能享有優先出賽權，但會提升入選名單的機會。
| 賽事名稱            | 級別     | 馬場         | 途程      | 特定名次 |
| ------------------- | -------- | ------------ | --------- | -------- |
| Beautiful Dreamer盃 | 岩手 M1  | 水澤競馬場   | 泥地2000m | 首名     |
| 秋櫻賞              | 東海 SPI | 名古屋競馬場 | 泥地1700m | 首名     |

## 歷史
- 2011年 - 創立3歲或以上雌馬南關東一級賽「日本育馬場盃雌馬經典賽」。
- 2012年 - 「Miracle Legend」成為首匹衞冕成功的賽駒
- 2013年 - 升格為本地一級賽（JpnI）；同年頭馬獎金提升至4100萬日圓。
- 2016年 - 「White Fugue」成為第二匹衞冕成功的賽駒。
- 2018年 - 本年賽事於京都競馬場舉辦，為首次於日本中央競馬會管理的馬場舉行。同年頭馬獎金提升至5000萬日圓。
- 2019年 - 頭馬獎金下降至4100萬日圓
- 2022年 - 頭馬獎金提升至6000萬日圓。
- 2024年 - 被納入「GRANDAME-JAPAN」系列賽中，成為年長雌馬系列賽中的最終戰。

## 賽事紀錄
- 最快完成時間：1分24.5秒（1400米、2019年/第9屆首名馬匹：精緻印刷）、1分31.1秒（1500米、2021年/第11屆首名馬匹：Teorema）、1分41.3秒（1600米、2016年/第6屆首名馬匹：White Fugue）、1分49.3秒（1800米、2014年/第4屆首名馬匹：森巴舞后）及1分59.6秒（1860米、2024年/第14屆首名馬匹：Ammothyella）
- 最大勝出距離：5個馬位（2015年/第5屆首名馬匹：White Fugue）
- 勝出最多次數騎師：未有
- 勝出最多次數練馬師：高木登（共2次：2015年/第5屆White Fugue及2016年/第6屆White Fugue）
- 勝出最多次數馬主：西森鶴（共2次：2015年/第5屆White Fugue及2016年/第6屆White Fugue）
- 勝出最多次數種馬：大洋船（共2次：2015年/第5屆White Fugue及2016年/第6屆White Fugue）及大鳴大放（共2次：2022年/第12屆Valle de la Luna及2023年/第13屆Icon Tailor）

*此數據僅計算被升格為本地一級賽後

## 歷屆冠軍
| 屆數   | 日期          | 馬場 | 距離  | 優勝馬           | 性別/年齡 | 所属 | 時間   | 騎師     | 練馬師     | 馬主                         |
| ------ | ------------- | ---- | ----- | ---------------- | --------- | ---- | ------ | -------- | ---------- | ---------------------------- |
| 第1回  | 2011年11月3日 | 大井 | 1800m | Miracle Legend   | 雌4       | JRA  | 1:49.6 | 岩田康誠 | 藤原英昭   | 吉田照哉                     |
| 第2回  | 2012年11月5日 | 川崎 | 1600m | Miracle Legend   | 雌5       | JRA  | 1:40.7 | 岩田康誠 | 藤原英昭   | 吉田照哉                     |
| 第3回  | 2013年11月4日 | 金澤 | 1500m | Medeia           | 雌5       | JRA  | 1.33.3 | 濱中俊   | 笹田和秀   | Shadai Race Horse Co Ltd     |
| 第4回  | 2014年11月3日 | 盛岡 | 1800m | 森巴舞后         | 雌5       | JRA  | 1:49.3 | 岩田康誠 | 角居勝彥   | Hidaka Breeders Union Co Ltd |
| 第5回  | 2015年11月3日 | 大井 | 1800m | White Fugue      | 雌3       | JRA  | 1:51.5 | 大野拓彌 | 高木登     | 西森鶴                       |
| 第6回  | 2016年11月3日 | 川崎 | 1600m | White Fugue      | 雌4       | JRA  | 1:41.3 | 蛯名正義 | 高木登     | 西森鶴                       |
| 第7回  | 2017年11月3日 | 大井 | 1800m | Lalabel          | 雌5       | 大井 | 1:54.2 | 真島大輔 | 荒山勝德   | 吉田照哉                     |
| 第8回  | 2018年11月4日 | 京都 | 1800m | Ange Desir       | 雌4       | JRA  | 1:50.4 | 橫山典弘 | 昆貢       | 安原浩司                     |
| 第9回  | 2019年11月4日 | 浦和 | 1400m | 精緻印刷         | 雌5       | JRA  | 1:24.5 | 武豐     | 長谷川浩大 | 土井肇                       |
| 第10回 | 2020年11月3日 | 大井 | 1800m | 潮流評審         | 雌6       | JRA  | 1:51.1 | 北村友一 | 安田隆行   | 高多芬                       |
| 第11回 | 2021年11月3日 | 金澤 | 1500m | Teorema          | 雌5       | JRA  | 1:32.1 | 川田將雅 | 石坂公一   | 水上行雄                     |
| 第12回 | 2022年11月3日 | 盛岡 | 1800m | Valle de la Luna | 雌3       | JRA  | 1:50.1 | 岩田望來 | 藤原英昭   | La Mer Co Ltd                |
| 第13回 | 2023年11月3日 | 大井 | 1800m | Icon Tailor      | 雌5       | JRA  | 1:52.9 | 松山弘平 | 河內洋     | 中西浩一                     |
| 第14回 | 2024年11月4日 | 佐賀 | 1860m | Ammothyella      | 雌3       | JRA  | 1:59.6 | 橫山武史 | 松永幹夫   | Hiroo Race Co Ltd            |

## 來自戰線
以下列表列出自賽事創設以來，歷屆冠軍上次出賽賽事及上次勝出賽事：
| 詳細戰線列表 |                  |                        |        |      |              |        |
| 年份         | 馬匹             | 上次出賽賽事           | 級別   | 名次 | 上次勝出賽事 | 級別   |
| 2011         | Miracle Legend   | 雌馬預賽               | SII    | 冠軍 | 同左         | 同左   |
| 2012         | Miracle Legend   | 雌馬預賽               | SII    | 冠軍 | 同左         | 同左   |
| 2013         | Medeia           | 雌馬預賽               | JpnII  | 冠軍 | 同左         | 同左   |
| 2014         | 森巴舞后         | 雌馬預賽               | JpnII  | 亞軍 | 育馬者金盃   | JpnIII |
| 2015         | White Fugue      | 雌馬預賽               | JpnII  | 季軍 | 關東橡樹大賽 | JpnII  |
| 2016         | White Fugue      | 雌馬預賽               | JpnII  | 亞軍 | 閃耀女士盃   | JpnIII |
| 2017         | Lalabel          | 雌馬預賽               | JpnII  | 殿軍 | 白鷺賞       | SIII   |
| 2018         | Ange Desir       | 雌馬預賽               | JpnII  | 殿軍 | 海洋盃       | JpnIII |
| 2019         | 精緻印刷         | 埼玉電視盃橢圓短途錦標 | JpnIII | 季軍 | 星團盃       | JpnIII |
| 2020         | 潮流評審         | 閃耀女士盃             | JpnIII | 冠軍 | 同左         | 同左   |
| 2021         | Teorema          | 雌馬預賽               | JpnII  | 亞軍 | 海洋盃       | JpnIII |
| 2022         | Valle de la Luna | 電氣石錦標             | 3勝    | 冠軍 | 同左         | 同左   |
| 2023         | Icon Tailor      | 天狼星錦標             | GIII   | 亞軍 | BSN賞        | L      |
| 2024         | Ammothyella      | 海洋盃                 | JpnIII | 殿軍 | 青鳥盃       | JpnIII |

## 圖輯

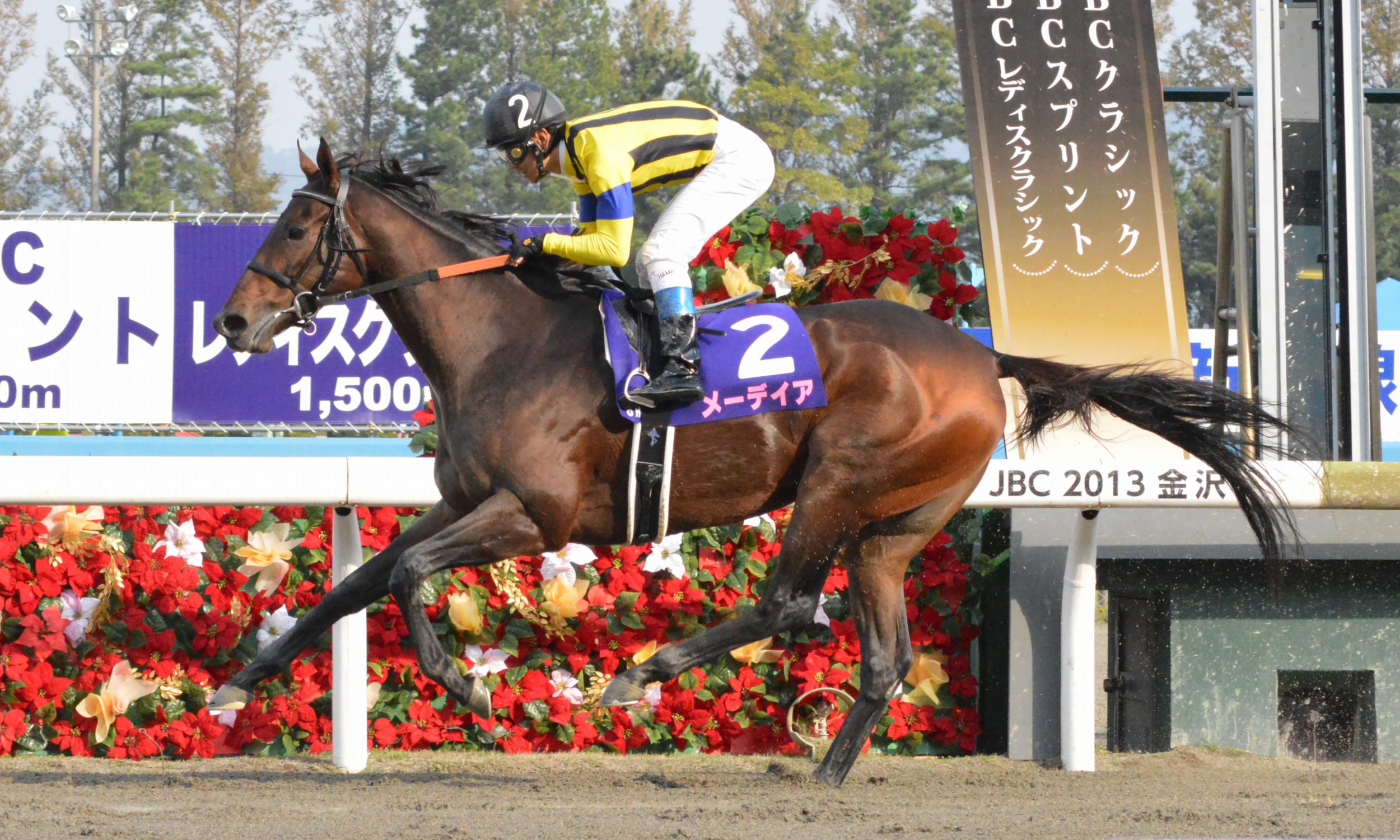
2013年冠軍「Medeia」
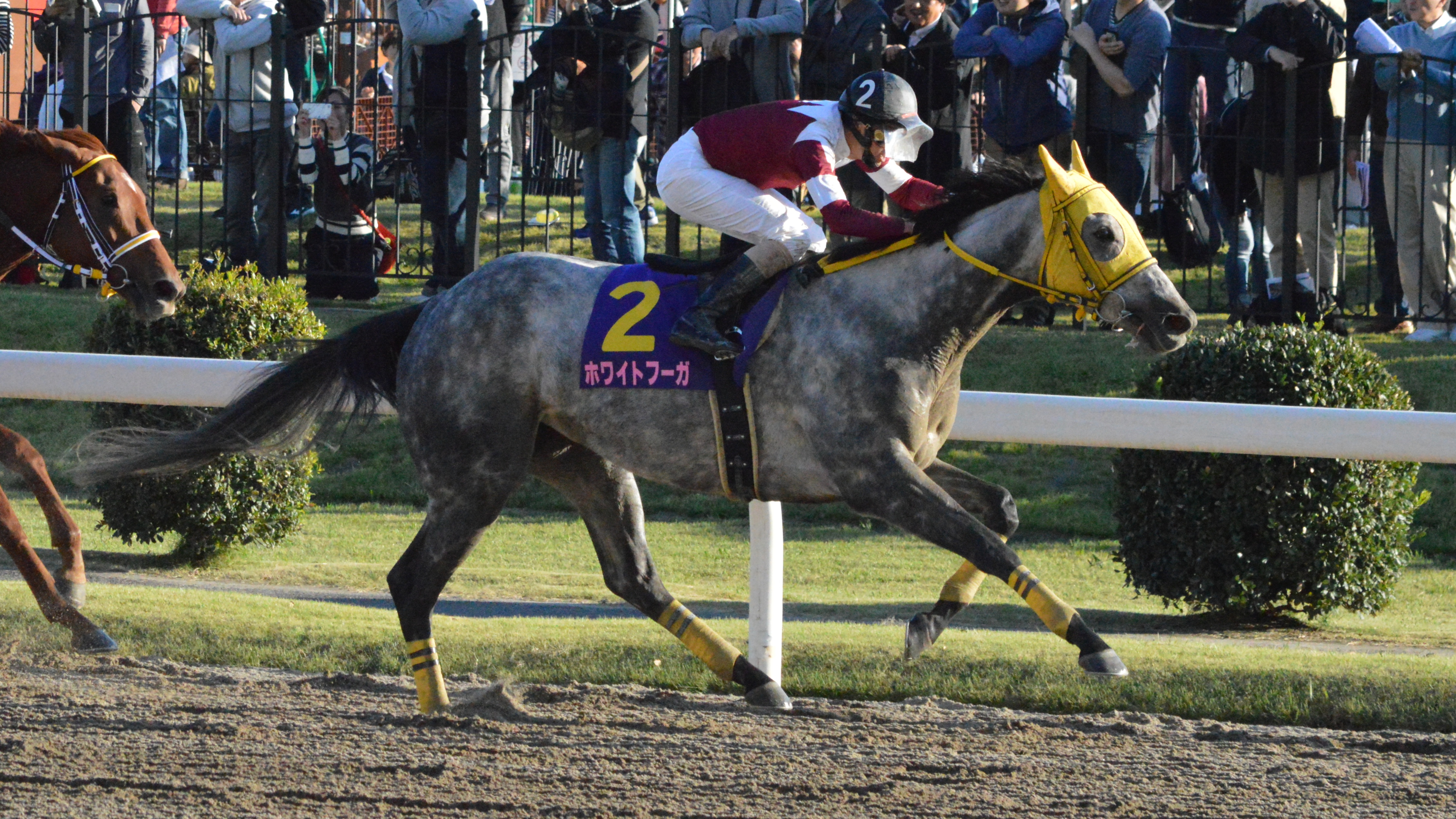
2016年冠軍「White Fugue」
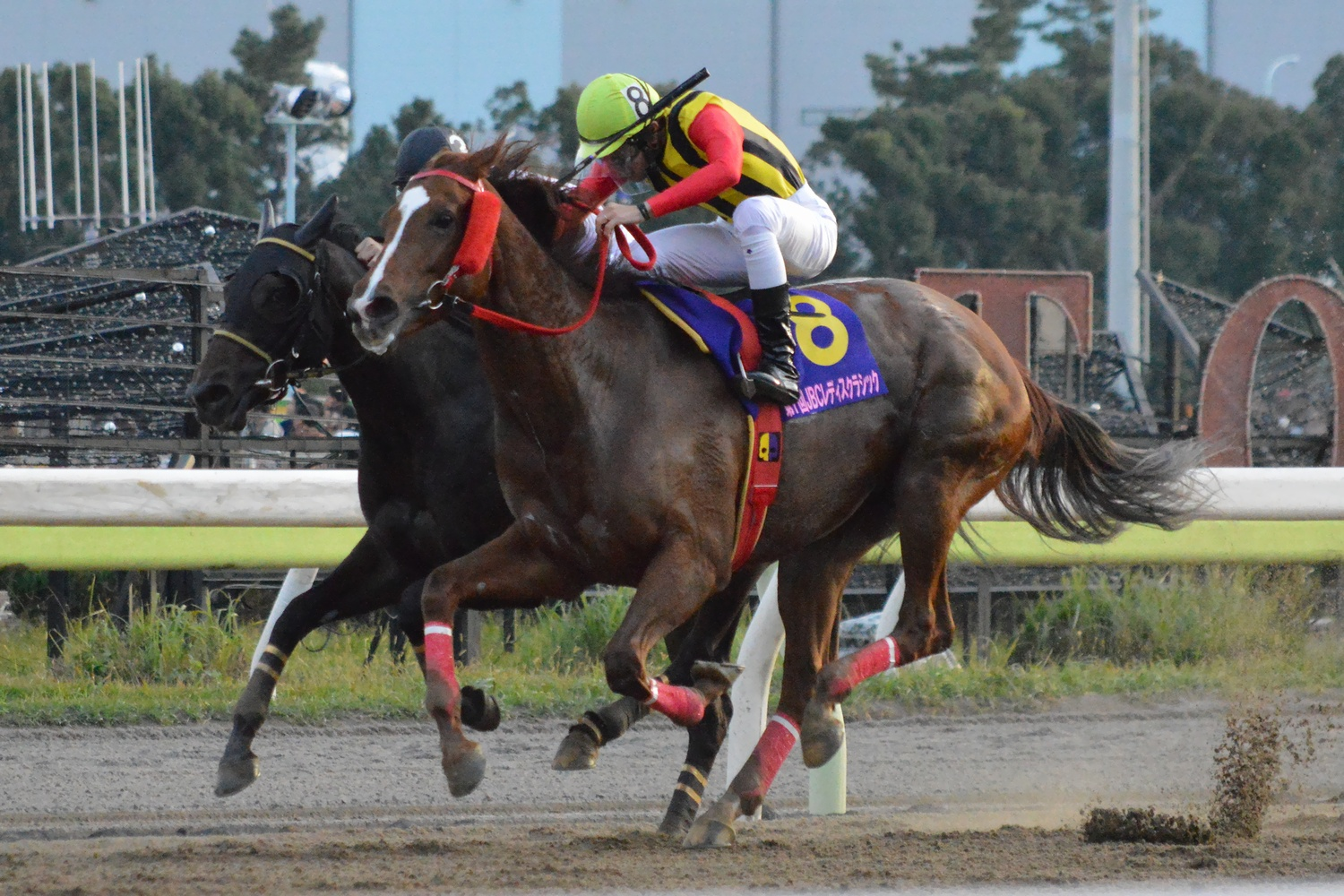
2017年冠軍「Lalabel」
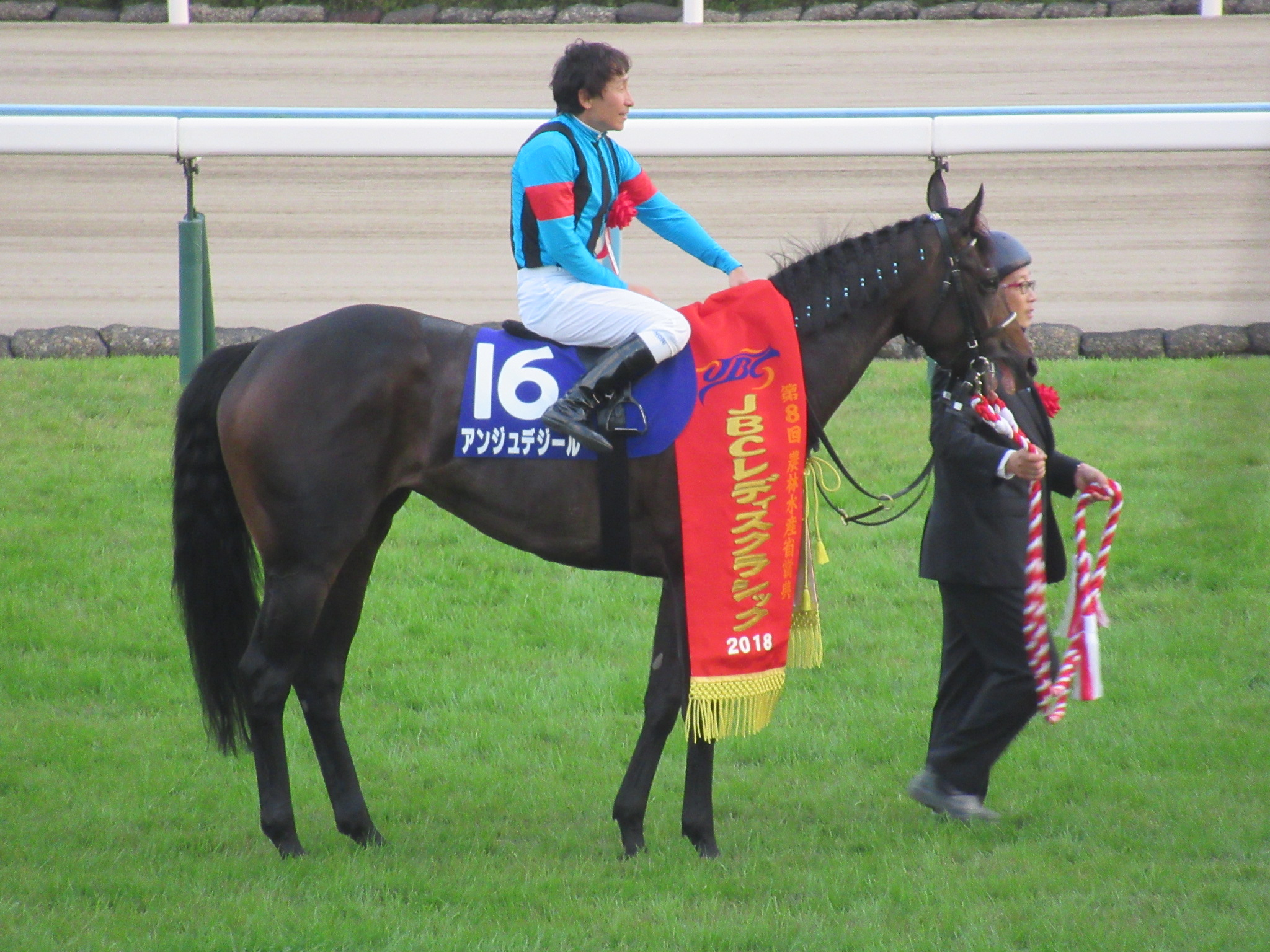
2018年冠軍「Ange Desir」
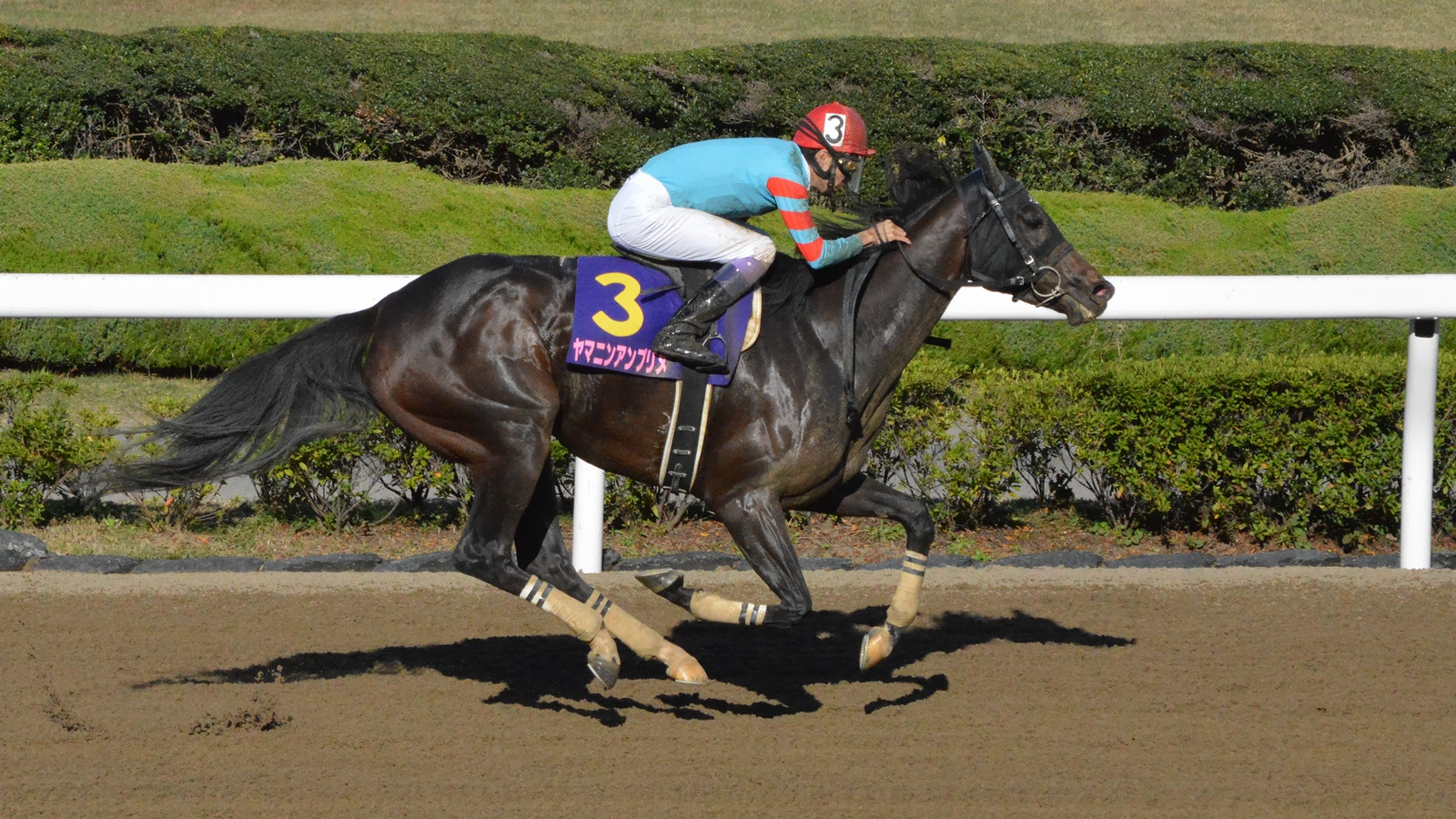
2019年冠軍「精緻印刷」

## 備註
1. ↑  於浦和競馬場泥地1400米跑道做出
2. ↑  於金澤競馬場泥地1500米跑道做出
3. ↑  於川崎競馬場泥地1600米跑道做出
4. ↑  於盛岡競馬場泥地1800米跑道做出
5. ↑  於佐賀競馬場泥地1860米跑道做出

## 外部連結
- 2023年日本育馬場盃雌馬經典賽